# جوها هاكولا
جوها هاكولا (بالفنلندية: Juha Hakola)‏ (27 أكتوبر 1987 بإسبو في فنلندا - ) هو لاعب كرة قدم فنلندي في مركز جناح ‏. شارك مع منتخب فنلندا تحت 21 سنة لكرة القدم ومنتخب فنلندا لكرة القدم. أما مع النوادي، فقد لعب مع أريس ليماسول وفيلم تو تيلبورغ وكووبيون بالوسيورا ونادي فلورا ونادي فيرينتسفاروشي ونادي هلسنكي وهيراكليس ألميلو وKlubi 04 ‏.

## وصلات خارجية
- جوها هاكولا على موقع قاعدة بيانات كرة القدم.إي يو (الإنجليزية)
- جوها هاكولا على موقع ناشيونال فوتبول تيمز (الإنجليزية)
- جوها هاكولا على موقع Soccerway.com (الإنجليزية)
- جوها هاكولا على موقع عالم كرة القدم.نت (الإنجليزية)